# Vladimír Podzimek
Vladimír Podzimek, češki smučarski skakalec, * 12. maj 1965, Jilemnice, Češkoslovaška, † 17. maj 1994, Jilemnice, Češka.
Podzimek je bil član češkoslovaške državne reprezentance. V svetovnem pokalu je debitiral 30. decembra 1983 v Oberstdorfu z 68. mestom. Prvič se je uvrstil med dobitnike točk 14. januarja 1984 na Letalnici Čertak v Harrachovu z osmim mestom. Sezona 1983/84 je bila najboljša v njegovi karieri saj se je z desetimi uvrstitvami med dobitnike točk uvrstil na 14. mesto v skupnem seštevku svetovnega pokala, od tega se je osemkrat uvrstil v prvo deseterico. 11. marca je kot prvi in za zdaj edini češki skakalec zmagal na skakalnici Holmenkollbakken v Oslu, kar je njegova edina zmaga v karieri. 28. februarja 1987 se je na tekmi v Lahtiju z drugim mestom drugič in zadnjič v karieri uvrstil na stopničke. V svetovnem pokalu je nastopal do sezone 1990/91, ko je nastopil le 30. marca 1991 na zadnji tekmi sezone v Štrbském Plesu in zasedel 26. mesto. Nastopil je na Zimskih olimpijskih igrah leta 1984 v Sarajevu, kjer je dosegel osmo mesto na veliki skakalnici in 39. na srednji posamično. Nastopil je tudi na svetovnem prvenstvu leta 1984 v Engelbergu, kjer je osvojil bronasto medaljo na ekipni tekmi. 17. maja 1994 je storil samomor z obešanjem.